# Hirokazu Yagi
Hirokazu Yagi (japonès: 八木弘和)  (Yoichi i Otaru, 26 de desembre de 1959) és un saltador d'esquí japonès, ja retirat, que va competir durant les dècades de 1970 i 1980.
El 1980 va prendre part en els Jocs Olímpics d'Hivern de Lake Placid, on disputà dues proves del programa de salt amb esquís. En el salt curt guanyà la medalla de plata, compartida amb Manfred Deckert i rere Toni Innauer, mentre en el salt llarg fou dinovè. Quatre anys més tard, als Jocs de Sarajevo, tornà a disputar dues proves del programa de salt amb esquís. En ambdues finalitzà en posicions força endarrerides.
En el seu palmarès destaca la quarta posició final a la Copa del món de salts de la temporada 1979-80, temporada en què aconseguí la seva única victòria en una competició de salts. Una vegada retirat va exercir d'entrenador de la selecció japonesa i com a comentarista a la televisió japonesa.